# Нгозі (місто)
02°54′ пд. ш. 29°50′ сх. д. / 2.900° пд. ш. 29.833° сх. д.
Нгозі — місто на півночі Бурунді, адміністративний центр однойменної провінції. 

## Географія
Місто розташовується в західній частині провінції, на північ від річки Ньячижима, поблизу кордону з Руандою, на висоті 1820 метрів над рівнем моря. Нгозі розташований на відстані приблизно 65 кілометрів на північний схід від Бужумбури, столиці країни.

### Клімат
Місто знаходиться у зоні, котра характеризується кліматом тропічних саван. Найтепліший місяць — вересень із середньою температурою 17.8 °C (64 °F). Найхолодніший місяць — липень, із середньою температурою 15.1 °С (59.2 °F).
| Клімат Нгозі            | Клімат Нгозі | Клімат Нгозі | Клімат Нгозі | Клімат Нгозі | Клімат Нгозі | Клімат Нгозі | Клімат Нгозі | Клімат Нгозі | Клімат Нгозі | Клімат Нгозі | Клімат Нгозі | Клімат Нгозі | Клімат Нгозі |
| Показник                | Січ.         | Лют.         | Бер.         | Квіт.        | Трав.        | Черв.        | Лип.         | Серп.        | Вер.         | Жовт.        | Лист.        | Груд.        | Рік          |
| Середній максимум, °C   | 21,9         | 22,1         | 22           | 21,4         | 20,8         | 21           | 21,6         | 22,8         | 23,5         | 22,7         | 21,5         | 21,4         | 21,9         |
| Середня температура, °C | 16,7         | 16,8         | 16,8         | 16,8         | 16,1         | 15,2         | 15,1         | 16,2         | 17,8         | 17,3         | 16,6         | 16,5         | 16,5         |
| Середній мінімум, °C    | 11,5         | 11,5         | 11,6         | 12,1         | 11,3         | 9,3          | 8,6          | 9,7          | 12,1         | 11,9         | 11,7         | 11,6         | 11,1         |
| Норма опадів, мм        | 166.8        | 176.7        | 203.1        | 204.8        | 117.3        | 10.2         | 5.1          | 15.8         | 65.8         | 127          | 185.6        | 175.7        | 1453.9       |
| Днів з дощем            | 22           | 19           | 21           | 23           | 16           | 3            | 1            | 3            | 9            | 17           | 23           | 24           | 181          |
| ----------------------- | ------------ | ------------ | ------------ | ------------ | ------------ | ------------ | ------------ | ------------ | ------------ | ------------ | ------------ | ------------ | ------------ |
| Джерело: Weatherbase    |              |              |              |              |              |              |              |              |              |              |              |              |              |

## Населення
| 1991   | 2008   |
| ------ | ------ |
| 14 511 | 39 884 |